# Stig Lindskog
Stig Erik Olof Lindskog, född den 11 februari 1918, död den 25 december 1983 i Göteborg, var en svensk militär.
Lindskog blev fänrik i Luftvärnsartilleriet 1939 och löjtnant där 1941. Han blev kapten i det självständiga Luftvärnet 1947. Lindskog blev major 1957 och var chef för Luftvärnets kadett- och aspirantskola 1962–1963. Han befordrades till överstelöjtnant 1963 och till överste 1975. Lindskog var chef för Arméns radar- och luftvärnsmekanikerskola 1975–1976 och för Göta luftvärnsregemente 1976–1978. Han blev riddare av Svärdsorden 1958. Lindskog vilar på Stampens kyrkogård.